# Vlag van Georgië
De officiële nationale vlag van Georgië (Georgisch: საქართველოს სახელმწიფო დროშა, Sakartvelos Sachelmtsipho Drosja), ook bekend als de Vijfkruisvlag, is een vlag met vijf rode kruizen op een witte achtergrond, een variant van het Jeruzalemkruis.
De vlag bestaat uit een Sint-Joriskruis, dat wil zeggen een witte achtergrond die door een rood kruis in vier rechthoekige vlakken verdeeld wordt. Middenin elk van deze vlakken staat een klein rood kruis pattée. Na de rozenrevolutie van 2003 is deze vlag op 14 januari 2004 in gebruik genomen, nadat het land bijna 500 jaar andere vlaggen had gebruikt.
Deze vlag van Georgië was eerder in gebruik als de vlag van het middeleeuwse Georgische koninkrijk (1008-1490) en wordt ook door de politieke partij Verenigde Nationale Beweging, opgericht door Micheil Saakasjvili, als officieel symbool gebruikt.

## Ontwerp
Beschrijving: De nationale vlag van Georgië is een witte rechthoek, met in het midden een groot rood kruis dat alle vier de zijden van de vlag raakt. In de vier kwadranten staan vier bolnur-katskhuri kruizen (Georgisch: ბოლნურ-კაცხური, of Bolnisikruizen, ook genaamd Georgische Kruizen) van dezelfde kleur als het grote kruis.

## Geschiedenis
Tussen 1918 en 1921 was Georgië drie jaar lang onafhankelijk als Democratische Republiek Georgië. De vlag was toen wijnrood, met linksboven twee liggende banen, een zwarte en een witte, die een vlakje vormden met dezelfde verhoudingen als de vlag zelf. De wijnrode kleur symboliseerde de goede tijden uit het verleden en de toekomst, terwijl het zwart stond voor de Russische overheersing en het wit voor hoop op vrede.
Van 1921 tot 1991 maakte Georgië als Georgische Socialistische Sovjetrepubliek deel uit van de Sovjet-Unie. In die tijd gebruikte het land achtereenvolgens vier eigen vlaggen, alle gebaseerd op het rood van de vlag van de Sovjet-Unie. De eerste vlag was in gebruik tussen 1922 en 1937. Op het rood stond in de linkerbovenhoek in goudkleurig Cyrillisch schrift ССРГ (SSRG), wat staat voor "Socialistische Sovjetrepubliek Georgië". Tussen 1937 en 1940 werden deze letters vervangen door de Georgische naam van het land (საქართველოს სსრ, Sakartvelos SSR). Tussen 1940 en 1952 werd deze naam afgekort weergegeven (სსსრ, SSSR). Op 11 april 1951 nam het land een vlag aan met een horizontale blauwe band bovenin. Linksboven stond in hetzelfde blauw een zon afgebeeld waarvan de stralen afgeknot waren tot een vierkant vlak. In deze zon waren een hamer en sikkel uitgespaard. Deze hadden dus de rode achtergrondkleur die ook de zonnestralen van elkaar scheidt.
Bij de onafhankelijkheid in 1991 werd de vlag in ere hersteld die tussen 1918 en 1921 gebruikt was, maar na de rozenrevolutie werd in 2004 teruggegrepen op de nog oudere vlag met het Sint-Joriskruis. Op 4 januari van dat jaar werd Saakasjvili tot president gekozen en op 14 januari, nog voor de nieuwe president geïnstalleerd was, besloot het parlement om de middeleeuwse Georgische vlag, die ook het officiële symbool van Saakasjvili's partij was, tot nationale vlag te verklaren. Zowel staat als partij gebruiken de vlag nog.
| Vexillologisch symbool voor een buiten gebruik gestelde vlag                                                                                     | Vexillologisch symbool voor een buiten gebruik gestelde vlag                                                                     | Vexillologisch symbool voor een buiten gebruik gestelde vlag | Vexillologisch symbool voor een buiten gebruik gestelde vlag                                                                     |
| Vexillologisch symbool voor een buiten gebruik gestelde vlag · Vexillologisch symbool voor een tweezijdige vlag, waarvan de zijden ongelijk zijn | Vexillologisch symbool voor een buiten gebruik gestelde vlag · Vexillologisch symbool voor de keerzijde van een tweezijdige vlag | Vexillologisch symbool voor een buiten gebruik gestelde vlag | Vexillologisch symbool voor een buiten gebruik gestelde vlag · Vexillologisch symbool voor een nationale vlag te land en ter zee |